# Nicolas Kristof
Nicolas Kristof (Heidelberg, 20 dicembre 1999) è un calciatore tedesco naturalizzato austriaco, portiere dell'Elversberg.

## Carriera

### Club
Kristof è cresciuto nel settore giovanile del Sandhausen e fra il 2018 ed il 2019 ha giocato nella squadra riserve in Oberliga e Verbandsliga. Ha successivamente giocato per due stagioni con il Astoria Walldorf in Regionalliga per poi passare all'Elversberg nel 2021. Divenuto titolare nella primavera del 2022, con il club biancoblu è stato uno dei protagonisti della doppia promozione che ha portato il club a competere in 2. Bundesliga per la prima volta nella sua storia nella stagione 2023-2024. Ha debuttato nel campionato cadetto tedesco il 29 luglio 2023 nell'incontro pareggiato 2-2 contro l'Hannover 96.

### Nazionale
Ha giocato con la nazionale austriaca Under-16.

## Statistiche
Statistiche aggiornate al 4 gennaio 2025.

### Presenze e reti nei club
| Stagione             | Squadra              | Campionato           | Campionato | Campionato | Coppe nazionali | Coppe nazionali | Coppe nazionali | Coppe continentali | Coppe continentali | Coppe continentali | Altre coppe | Altre coppe | Altre coppe | Totale | Totale | Totale |
| Stagione             | Squadra              | Comp                 | Pres       | Reti       | Comp            | Pres            | Reti            | Comp               | Pres               | Reti               | Comp        | Pres        | Reti        | Pres   | Reti   |        |
| -------------------- | -------------------- | -------------------- | ---------- | ---------- | --------------- | --------------- | --------------- | ------------------ | ------------------ | ------------------ | ----------- | ----------- | ----------- | ------ | ------ | ------ |
| 2017-2018            | Sandhausen II        | OL                   | 1          | -3         | -               | -               | -               | -                  | -                  | -                  | -           | -           | -           | 1      | -3     |        |
| 2018-2019            | Sandhausen II        | VL                   | 33         | -29        | -               | -               | -               | -                  | -                  | -                  | -           | -           | -           | 33     | -29    |        |
| Totale Sandhausen II | Totale Sandhausen II | Totale Sandhausen II | 34         | -32        |                 | -               | -               |                    | -                  | -                  |             | -           | -           | 34     | -32    |        |
| 2019-2020            | Astoria Walldorf     | RL                   | 23         | -31        | -               | -               | -               | -                  | -                  | -                  | BP          | 0           | 0           | 23     | -31    |        |
| 2020-2021            | Astoria Walldorf     | RL                   | 39         | -69        | -               | -               | -               | -                  | -                  | -                  | BP          | 4           | -3          | 43     | -72    |        |
| Totale Walldorf      | Totale Walldorf      | Totale Walldorf      | 62         | -100       |                 | -               | -               |                    | -                  | -                  |             | 4           | -3          | 66     | -103   |        |
| 2021-2022            | Elversberg II        | OL                   | 1          | -3         | -               | -               | -               | -                  | -                  | -                  | -           | -           | -           | 1      | -3     |        |
| 2021-2022            | Elversberg           | RL                   | 14         | -8         | -               | -               | -               | -                  | -                  | -                  | SP          | 4           | -3          | 18     | -11    |        |
| 2022-2023            | Elversberg           | 3L                   | 36         | -38        | CG              | 2               | -4              | -                  | -                  | -                  | SP          | 1           | -2          | 39     | -44    |        |
| 2023-2024            | Elversberg           | 2L                   | 33         | -60        | CG              | 1               | -1              | -                  | -                  | -                  | -           | -           | -           | 34     | -61    |        |
| 2024-2025            | Elversberg           | 2L                   | 17         | -22        | CG              | 2               | -3              | -                  | -                  | -                  | -           | -           | -           | 19     | -25    |        |
| Totale Elversberg    | Totale Elversberg    | Totale Elversberg    | 100        | -128       |                 | 5               | -8              |                    | -                  | -                  |             | -           | -           | 105    | -136   |        |
| Totale carriera      | Totale carriera      | Totale carriera      | 197        | -263       |                 | 5               | -8              |                    | -                  | -                  |             | 9           | -8          | 211    | -279   |        |

## Palmarès

### Club

#### Competizioni regionali
- Saarlandpokal: 2

Elversberg: 2021-2022, 2022-2023

#### Competizioni nazionali
- Regionalliga: 1

Elversberg: 2021-2022 (Südwest)
- 3. Liga: 1

Elversberg: 2022-2023